# فيوليت بربور
فيوليت بربور (بالإنجليزية: Violet Barbour)‏ هي مؤرخة أمريكية، ولدت في 5 يوليو 1884 في سينسيناتي في الولايات المتحدة، وتوفيت في 31 أغسطس 1968.